# 新古塔 (馬林區)
50°54′50″N 29°27′19″E / 50.91389°N 29.45528°E
新古塔（烏克蘭語：Нова Гута），是烏克蘭北部的村莊，隸屬日托米爾州的科羅斯滕區。該村始建於1899年，面積0.71平方公里，海拔高度170米，2001年人口45，人口密度每平方公里63.11人。